# Jerónima de Burgos
Jerónima de Burgos (Valladolid?, 1580? – Madrid, 27 marzo 1641) è stata un'attrice teatrale spagnola del Siglo de Oro.

## Biografia
Nel 1594 la si documenta già come attrice e come moglie dell'attore e "autor de comedias" (capocomico) Pedro de Valdés insieme al quale svolge quasi tutta la sua attività di attrice e di "autora de comedias" (capocomico).

Nonostante sia stata una delle attrici più popolari dei Secoli d’Oro, Jerónima de Burgos è passata alla storia, in realtà, per essere stata una delle amanti del più prolifico drammaturgo dell'epoca: Lope de Vega, il quale lasciò nel suo epistolario e nelle sue opere, e condizionato dai sentimenti che lo agitavano al momento, tracce di questa relazione personale con l'attrice, iniziata intorno al 1607.

La relazione tra Jerónima de Burgos e Lope de Vega fu, però, anche professionale. Lope, difatti, fu dal 1610 il drammaturgo ufficiale della compagnia di Pedro de Valdés, e come tale scrisse molte opere alcuni dei cui ruoli furono poi rappresentati da Jerónima. Primo fra tutti, quello di Nise de La dama boba (1613), commedia rappresentata per la prima volta proprio dalla compagnia di Valdés.
Gli stessi soprannomi con i quali il drammaturgo, nelle sue lettere, si riferiva all'attrice (“Gerarda”, “la amiga del buen nombre”, “doña Pandorga”) sono testimonianza dell'affetto che nutriva per lei, ma anche del successivo allontanamento dalla stessa, allontanamento che non solo fu personale, ma anche professionale: tra l'attrice e il drammaturgo e tra questi e il capocomico della compagnia per cui scriveva (Pedro de Valdés), avvenuto definitivamente nel 1615.
Jerónima de Burgos morì a Madrid il 27 marzo del 1641, quando era ormai vedova e molto ammalata. Fu sepolta, come molti degli attori dell'epoca, nella parrocchia di San Sebastián della città.